# 丹羽邦男
丹羽 邦男（にわ くにお、1928年2月9日 - 1994年8月16日）は、日本の農業史学者。

## 略歴
東京府阿佐ヶ谷出身。1953年東京大学農学部卒、1961年「わが国土地領有制の解体過程」で農学博士の学位を取得。福島大学講師、1957年岐阜大学農学部講師、1963年助教授、1966年神奈川大学経済学部教授。65歳で在任中に死去。

## 著書
- 『明治維新の土地変革 領主的土地所有の解体をめぐって』御茶の水書房 近代土地制度史研究叢書 1962
- 『形成期の明治地主制』塙選書 1964
- 『土地問題の起源 村と自然と明治維新』平凡社選書 1989
- 『地租改正法の起源 開明官僚の形成』ミネルヴァ書房 神奈川大学経済貿易研究所研究叢書 1995

### 共編著
- 『明治中期産業運動資料 第3巻 1 農事調査 3 山形県』大橋博編 大場正巳と解題・校訂 日本経済評論社 1979
- 『明治初年地租改正基礎資料 補巻』福島正夫共編 有斐閣 1988
- 『岐阜県の百年』伊藤克司共著 山川出版社 県民100年史 1989
- 『日本経済史 近世から近代へ』岡光夫,山崎隆三共編著 ミネルヴァ書房 1991

## 論文
- ＜丹羽邦男